# لوري آدامز
لوري آدامز (بالإنجليزية: Laurie Adams)‏ (14 فبراير 1931 في المملكة المتحدة - ) هو لاعب كرة قدم بريطاني في مركز مهاجم داخلي. لعب مع نادي واتفورد.